# Добричка
Добричка (болг. Община Добричка) — община в Болгарии. Входит в состав Добричской области. Население составляет 22 081 человека (на 01 февраля 2011г.).

## Политическая ситуация
Кмет (мэр) общины — Тошко Петков (Болгарская социалистическая партия (БСП)) по результатам выборов.

## Состав общины
В состав общины входят следующие населённые пункты:
1. Алцек
2. Батово
3. Бдинци
4. Бенковски
5. Богдан
6. Божурово
7. Браниште
8. Ведрина
9. Владимирово
10. Воднянци
11. Вратарите
12. Врачанци
13. Генерал-Колево
14. Гешаново
15. Дебрене
16. Добрево
17. Долина
18. Дончево
19. Драганово
20. Дряновец
21. Енево
22. Житница
23. Златия
24. Камен
25. Карапелит
26. Козлодуйци
27. Котленци
28. Крагулево
29. Ловчанци
30. Ломница
31. Лясково
32. Малка-Смолница
33. Медово
34. Методиево
35. Миладиновци
36. Ново-Ботево
37. Овчарово
38. Одринци
39. Одырци
40. Опанец
41. Орлова-Могила
42. Паскалево
43. Плачидол
44. Победа
45. Подслон
46. Полковник-Иваново
47. Полковник-Минково
48. Полковник-Свештарово
49. Попгригорово
50. Прилеп
51. Приморци
52. Пчелино
53. Пчелник
54. Росеново
55. Самуилово
56. Свобода
57. Славеево
58. Сливенци
59. Смолница
60. Соколник
61. Стефан-Караджа
62. Стефаново
63. Стожер
64. Тянево
65. Фелдфебел-Денково
66. Хитово
67. Царевец
68. Черна